# Anna Bogdanowa
Anna Andriejewna Bogdanowa, ros. Анна Андреевна Богданова  (ur. 21 października 1984 w Petersburgu) – rosyjska lekkoatletka, wieloboistka.

## Osiągnięcia
- brązowy medal Halowych Mistrzostw Świata w Lekkoatletyce (Walencja 2008)
- 5. miejsce podczas Igrzysk olimpijskich (Pekin 2008)
- złoto Halowych Mistrzostw Europy (Turyn 2009)
- wielokrotne mistrzostwo Rosji zarówno w hali (pięciobój) jak i na stadionie (siedmiobój).

## Rekordy życiowe
- Siedmiobój lekkoatletyczny - 6465 pkt (2008)
- Pięciobój lekkoatletyczny (hala) - 4784 pkt (2009)